# رئیس‌جمهور نیجریه
رئیس جمهور نیجریه (به انگلیسی: President of the Federal Republic of Nigeria) بالاترین مقام حکومت و رئیس قوه مجریه در جمهوری فدرال نیجریه است. وی همچنین فرمانده کل قوای ارتش ملی نیجریه است. رئیس جمهور به وسیله انتخابات عمومی هر چهار سال یک بار انتخاب می‌شود. بولا احمد تینوبو از ۲۹ مه ۲۰۲۳ رئیس جمهور نیجریه است.